# ヘアスプレー ライブ!
『ヘアスプレー ライブ！』（Hairspray Live!）は、2016年12月7日にNBCで放映された生放送ミュージカル。ダレン・クリスが司会進行、クレイグ・ゼイダンとニール・メロンによって制作された、2002年のブロードウェイ・ミュージカル『ヘアスプレー』を元にした特別番組である。

## キャスト
主要キャスト
- マディ・バイリオ：トレーシー・ターンブラッド
- ハーヴェイ・ファイアスタイン：エドナ・ターンブラッド (大塚明夫)
- クリスティン・チェノウェス：ヴェルマ・ヴォン・タッスル (かかずゆみ)
- アリアナ・グランデ：ペニー・ピングルトン (喜多村英梨)
- ジェニファー・ハドソン：モーターマウス・メイベル (松来未祐)
- ダヴ・キャメロン：アンバー・ヴォン・タッスル (皆川純子)
- ギャレット・クレイトン：リンク・ラーキン
- エフライム・サイクス：シーウィード・J・スタブス
- デレク・ハフ：コーニー・コリンズ
- マーティン・ショート：ウィルバー・ターンブラッド
- シャハディ・ライト・ジョセフ：リトル・アイネス

脇役
- ポール・ヴォクト：ハリマン・F・スピッツァー
- アンドレア・マーティン：プルーディ・ピングルトン[2]
- ビリー・エイチュナー：ロブ・バーカー[3]
- ショーン・ヘイズ：ミスター・ピンキー[4]
- ロージー・オドネル：ジムの先生[4]

カウンシルメンバー
- ライリー・コステロ：ブレッド
- マリッサ・ハート：タミー
- メイソン・トゥルーブロッド：フェンダー
- ジェイクス・ルワーン：ブレンダ
- リック・シュローダー：スケッチ
- ヘレーネ・ブリタニー：シェリー
- サム・フォークナー：IQ
- ケリー・アン・アードマン：ルー・アン
- キャサリン・ロア ーティ：クークス
- ヘザー・テペ：ベル
- トミー・マルティネス：コーリー
- カール・スカイラー：ジョン

ザ・ダイナマイツ
- カミラ・マーシャル
- ジュディン・サマービル
- シェイナ・スティール

モーターマウス キッズ
- ジョシュア・アレクサンダー：ジェームズ
- ウィル・B. ベル：デュアン
- ジョアンナ・ジョーンズ：ジニー・メイ
- ティアナ・オコアイ：ロレイン
- エイモス・オリバー3世：サド
- リセアン・ペート：ジャッキー
- ロン・サンダース：ギルバート

様々なアンサンブル
- ザック・エバーハート、アニー・グラットン、トマシナ・グロス、アリー・マイクスナー、エリオット・ニコール、タイラー・パークス、アンドリュー・ピロッツィ、ジョイ・マリエ・トーマス、キーナン・ワシントン、ジェイソン・ウィリアムズ

カメオ出演
- リッキー・レイク（1988年版『ヘアスプレー』、トレイシー・ターンブラッド役）
- マリッサ・ジャレット・ウィノカー（ブロードウェイ版『ヘアスプレー』初代トレイシー・ターンブラッド役）[5]

## ミュージカルナンバー
第1幕
- "Good Morning Baltimore" – トレイシー
- "The Nicest Kids in Town" – コーニー、カウンシル・メンバー
- "Mama, I'm a Big Girl Now" – エドナ, トレイシー, プルーディ, ペニー, ヴェルマ, アンバー,
- "I Can Hear the Bells" – トレイシー
- "(The Legend of) Miss Baltimore Crabs" – ヴェルマ、カウンシル・メンバー
- "Ladies' Choice" - コーニー
- "It Takes Two" – リンク,トレイシー
- "Velma's Revenge" - ヴェルマ
- "Welcome to the 60's" – トレイシー, エドナ, ダイナマイツ, ミスター・ピンキー、
- "Run and Tell That!" – シーウィード, リトル・アイネス
- "Big, Blonde and Beautiful" – モーターマウス

第2幕
- "(You're) Timeless to Me" – エドナ、ウィルバー
- "Good Morning Baltimore (Reprise)" – トレイシー
- "Without Love" – トレイシー, リンク, ペニー, シーウィード、アンサンブル
- "I Know Where I've Been" – モーターマウス
- "(It's) Hairspray" – コーニー 、カウンシル・メンバー
- "Cooties" – アンバー 、カウンシル・メンバー
- You Can't Stop the Beat" – トレイシー, リンク, ペニー, シーウィード, エドナ, ウィルバー, モーターマウス, ヴェルマ, アンバー、カンパニー

アンコール
- "Come So Far (Got So Far to Go)" アリアナ・グランデ、ジェニファー・ハドソン